# Ferdinando Martini

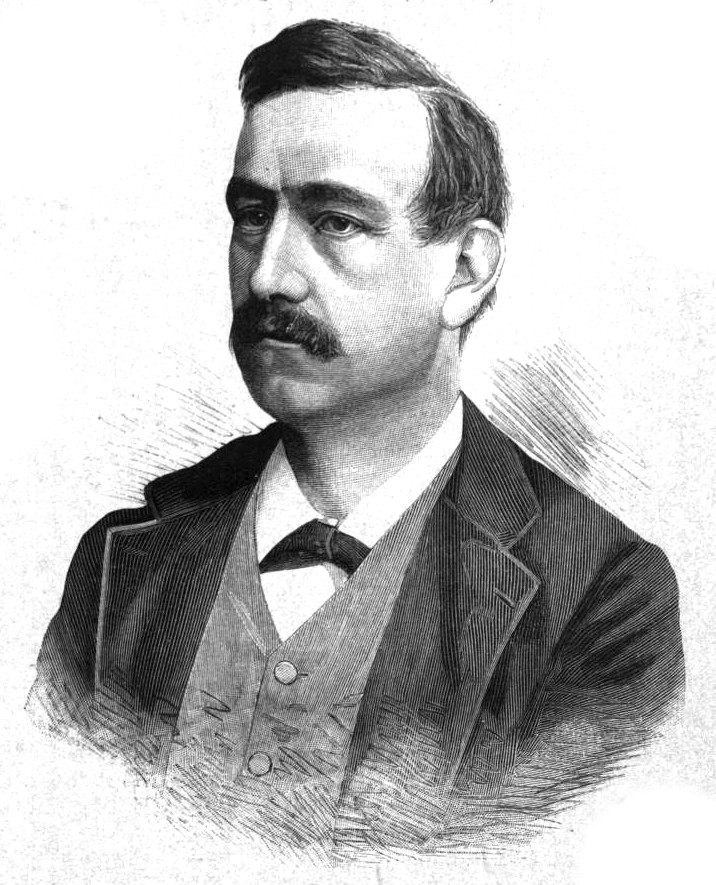

Ferdinando Martini, född 30 juli 1841 i Florens, död 24 april 1928 i Monsummano Terme, var en italiensk politiker, författare och kritiker.
Martini, som var son till lustspelsförfattaren Vincenzo Martini (1803–1862), vann ett namn med lustspelen L'uomo propone e la donna dispone (1862) och I nuovi ricchi (1863), men skrev även lyrik, Ad una donna (1872). Sedermera firade han triumfer med dramatiska proverb (utgivna i samlad upplaga 1895), däribland Chi sa il giuoco non l'insegni (1872) och Peggio passo è quello dell'uscio. 
Om teatern, särskilt den italienska, skrev Martini bland annat Cenni sul teatro drammatico italiano (1862) och Al teatro (1895). Härjämte utgav han realistiska noveller under signaturerna Fantasio och Fox, gjorde sig erkänd och fruktad som kritiker i "Fanfulla" samt uppsatte söndagsbladen "II fanfulla della domenica" och "La gazzetta della domenica". Hans artiklar i "Fanfulla" är sammanförda i Fra un sigaro e l'altro (1877). 
Martini innehade åtskilliga lärarbefattningar, var 1892 undervisningsminister under Giovanni Giolitti och 1898–1907 guvernör i kolonin Eritrea. Han var ledamot av parlamentet.